# Tubmanburg
Tubmanburg (tidligere kendt som Vaitown) er en by i det vestlige Liberia, beliggende nord for landets hovedstad Monrovia. Byen var tidligere kendt for omfattende minedrift, der dog er blevet standset af borgerkrigen i landet.